# مانويل سانشيز (كاهن كاثوليكي)
مانويل سانشيز (بالألمانية: Manuel Sánchez Monge) (و. 1947  م) هو كاهن كاثوليكي إسباني.

## مناصب
تولى منصب أسقف كاثوليكي (منذ 23 يوليو 2005)
- Bishop of Santander ‏
- أسقف أبرشية [الإنجليزية]‏
- Bishop of Mondoñedo ‏
- Bishop of Mondoñedo-Ferrol ‏
- أسقف أبرشية [الإنجليزية]‏

.

## التعليم
تعلم في الجامعة الغريغورية الحبرية
.